# Santo Domingo (província)
Santo Domingo és una província de la República Dominicana. Va ser part del Distrito Nacional abans del 16 d'octubre de 2001.
Des del 20 de juny de 2006, la província esta dividida en els següents municipis i districtes municipals:
- Boca Chica, districte municipal La Caleta
- Los Alcarrizos, districtes municipals: Palmarejo-Villa Linda i Pantoja
- Pedro Brand, districtes municipals: La Cuaba, La Guáyiga
- San Antonio de Guerra, districte municipal: Hato Viejo
- Santo Domingo Este, districtes municipal: San Luis
- Santo Domingo Norte, districtes municipal: La Victoria (D.M.)
- Santo Domingo Oeste, districte municipal: Instituto

Llista de municipis i districtes municipals amb població en el cens de 2012.
| Nom                        | Població total | Població urbana | Població rural |
| -------------------------- | -------------- | --------------- | -------------- |
| Los Alcarrizos             | 263.861        | 181.175         | 82.686         |
| Boca Chica                 | 123.510        | 53.326          | 70.184         |
| Pedro Marca                | 103.685        | 72.366          | 31.319         |
| San Antonio de Guerra      | 102.586        | 59.631          | 42.955         |
| San Luis                   | 301.062        | 203.209         | 97.853         |
| Santo Domingo Este         | 701.269        | 402.901         | 298.368        |
| Santo Domingo Norte        | 705.983        | 589.047         | 116.936        |
| Santo Domingo Oeste        | 693.255        | 557.999         | 135.256        |
| Província de Santo Domingo | 2.995.211      | 2.119.654       | 875.557        |